# Маркедал
Маркедал (на нидерландски: Maarkedal) е селище в Северна Белгия, окръг Ауденарде на провинция Източна Фландрия. Населението му е около 6500 души (2006).